# Fuldkornsmel
Fuldkornsmel er mel fremstillet af hele korn med en udmalingsgrad på 100%. Udmalingsgraden er den procentdel af kornsortens kerner, der anvendes til melformaling. Melets næringsværdi falder med faldende udmalingsgrad. Fuldkornsmel er rigt på kostfibre, B-vitaminer og mineraler.
| Mad og drikke | Spire Denne artikel om mad og drikke er en spire som bør udbygges. Du er velkommen til at hjælpe Wikipedia ved at udvide den. |